# ألين دي جينيريس
إلين دي جينيريس لي (بالإنجليزية: Ellen DeGeneres)‏ ولدت في 26 كانون الثاني/يناير 1958، هي ممثلة كوميدية أمريكية وكاتبة ومنتجة وناشطة مثلية. لعبت جينيريس دور البطولة في المسرحية الهزلية الشعبية إلين من عام 1994 إلى عام 1998؛ ثم زادت شهرتها بتقديمها لبرنامج ألين دي جينيريس شو منذ عام 2003.
شاركت في عشرات الأعمال منذ بداية ظهورها في أوائل عام 1980، حيث ظهرت عام 1986 في عرض الليلة من بطولة جوني كارسون، ثم شاركت في فيلم السيد الخاطئة سنة 1996 وظهرت بعد ذلك في رسالة حب (1999)، كما شاركت بصوتها في فيلم الرسوم المتحركة البحث عن نيمو عام 2003) ثم البحث عن دوري عام 2016. حصلت إلين على جائزة زحل لأفضل ممثلة مساعدة كما فازت بنفس الجائزة في فئة الأداء الصوتي.
في عام 2010؛ شاركت في البرنامج الشهير أمريكان آيدول الموسم التاسع كحكمة مواهب. تألقت إلين في أثنين من المسلسلات التلفزيونية، الأول تحت عنوان إلين ثم الثاني بعنوان إظهار من عام 2001 إلى عام 2002. خلال الموسم الرابع من مسلسل إيلين في عام 1997، لقد أفصحت دي جينيريس عن مثليتها وأكدت على أنها سحاقية خلال مقابلة لها في برنامج اوبرا. في عام 2008 تزوجت بصديقتها القديمة بورشيا دي روسي.
قدّمت دي جينيريس العديد من الحفلات بما في ذلك حفل جائزة الأوسكار، جائزة غرامي ثم جائزة الإيمي برايم تايم كما ألفت أربع كتب وبدأت حياتها الخاصة عندما قامت بتأسيس شركة إلين فيلين وكذلك شركة إنتاج جديدة. كما أطلقت العلامة التجارية إد دي جينيريس التي تختص بالملابس والإكسسوارات، الأطفال وأصناف الحيوانات الأليفة. فازت إلين بـ 30 جائزة إيمي و20 من جوائز خيار الشعب (أكثر من أي شخص آخر) كما فازت بالعديد من الجوائز الأخرى بفضل جهودها في الأعمال الخيرية. في عام 2016 ، تلقت وسام الحرية الرئاسي.

## النشأة والتعليم
ولدت ونشأت جينيريس في لويزيانا وهي ابنة أخصائي النطق إليوت إيفرت جينيريس في حين تشغل أمها منصب وكيلة تأمين. لديها شقيق واحد هو فانس ويعمل كمنتح موسيقى. تعود أصول إلين للعرق الفرنسي-الإنجليزي-الألماني-الأيرلندي. تلقت تعليميا مسيحيا. طلب والدها الطلاق عام 1973 ثم انفصلا في العام التالي. بعد وقت قصير تزوجت والدتها بروي جريسوندورف الذي يعمل كبائع مما اضطر إلين للانتقال إلى نيو أورلينز في أتلانتا بولاية تكساس رفقة زوج والدتها أما فانس فقد بقي مع والده في لويزيانا.
تخرجت جينيريس من مدرسة أتلانتا الثانوية في أيار/مايو 1976، انتقلت فيما بعد إلى نيو أورلينز لحضور جامعة نيو أورلينز حيث تخصصت في دراسات التواصل. بعد فصل دراسي واحد تركت إلين المدرسة للمشاركة في أعمال كتابية في مكتب محاماة رفقة ابنة عمها ورا جيلن.

## الكوميديا
بدأت جينيريس تعلم الكوميديا في الأندية الصغيرة والمقاهي. في عام 1981 شغلت إلين منصب مديرة التشريفات في نادي كلايد للكوميديا في نيو أورلينز. اعترفت جينيريس في وقت لاحق أن وودي آلن وستيف مارتن قد أثرا بشكل كبير في مسيرتها المهنية والخاصة. في 1980 (خلال وقت مبكر من مسيرتها المهنية) بدأت إلين جولة على الصعيد الوطني، وفي عام 1984 انضمت لشبكة شوتايم لتقديم بعض العروض البسيطة.

### نيتفليكس
في أوائل عام 2017 أعلنت جينيريس أنها ستقدم عرض ستاند أب كوميدي على شبكة نيتفليكس بعد 15 سنة من انسحابها من مجال الكوميديا.

## المسيرة المهنية

### في السينما

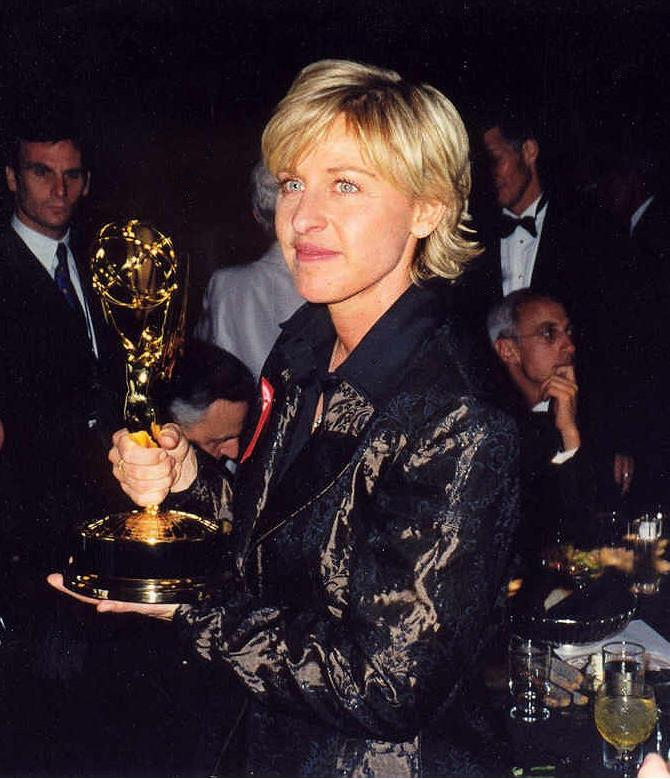
إلين دي جينيريس خلال حفل توزيع جوائز إيمي بحلول أيلول/سبتمبر 1997

لعبت جينيريس دور البطولة في سلسلة أفلام تحت عنوان مغامرة إلين لشركة عالم والت ديزني رفقة كل من بيل نآي، أليكس تريبك، مايكل ريتشاردز، جيمي لي كرتيس. شاركت فيما بعد في برنامج المحك.

## مشاريع أخرى

### إد دي جينيريس
أطلقت إلين علامة تجارية خاصة بها تحت اسم إد إلين في صيف عام 2015. غيرت فيما بعد اسم العلامة إلى إد دي جينيريس حتى تُصبح هذه العلامة هي الرئيسية فيما سيكون لها فروع أخرى. اختصت العلامة التجارية بالملابس، الأحذية، الإكسسوارات، الحيوانات الأليفة وغير ذلك.
في تشرين الثاني/نوفمبر 2017 أطلقت العلامة التجارية الخاصة بدي جينيري حملة #BeKindToElephants على موقع إنستغرام من أجل دفع المستخدمين للتبرع لشركة ديفيد شيلدريك الخيرية للحفاظ على الحياة البرية.

### التمثيل الصوتي
أدت جينيريس عام 2003 الدور الصوتي لدوري التي تُعاني من فقدان الذاكرة على المدى القصير في فيلم الرسوم المتحركة المُنتج من قبل شركة والت ديزني البحث عن نيمو. صرح مخرج الفيلم أندرو ستانتون في وقت لاحق مؤكدا على أنه اختار إلين لأنها قادرة على التلاعب بصوتها وتغييره لخمس نبرات أو لهجات على الأقل. فازت عن أدائها لصوت دوري بجائزة زحل في فئة أفضل ممثلة مساعدة من أكاديمية الخيال العلمي وأفلام الرعب، كما فازت عن نفس الدور بجائزة اختيار أطفال نكلوديون وجائزة آني من جمعية التمثيل الصوتي المتميز. رُشحت أيضا لنيل جائزة من جمعية شيكاغو لنقاد السينما عن فئة أفضل ممثلة مساعدة. شاركت فيما بعد في تقديم صوت الكلب في فيلم الدكتور دوليتل، ففازت بجائزة زحل للمرة الثانية. ثم عاودت لعب دور دوري في تتمة فيلم البحث عن نيمو العثور على دوري.

## الحياة الشخصية
قدرت مجلة فوربس أن أرباح جينيريس قد تجاوزت مبلغ 77 مليون دولار. في عام 2015 صنفتها نفس المجلة ضمن قائمة أقوى 50 امرأة في العالم. بحلول 30 تموز/يوليو أصبح عدد مُتابعي جينيريس على موقع تويتر أكثر من 71 مليون مقابل 47 مليون على إنستغرام مما جعلها سادس أكثر شخصية مٌتابعة على تويتر وحلت في الرتبة 28 على مستوى إنستغرام.
إلين معجبة بالدوري الوطني لكرة القدم الأمريكية وقد أظهرت دعماً خاصا لفريق نيو اورليانز وغرين باي باكرز.

### التوجه الجنسي والعلاقات

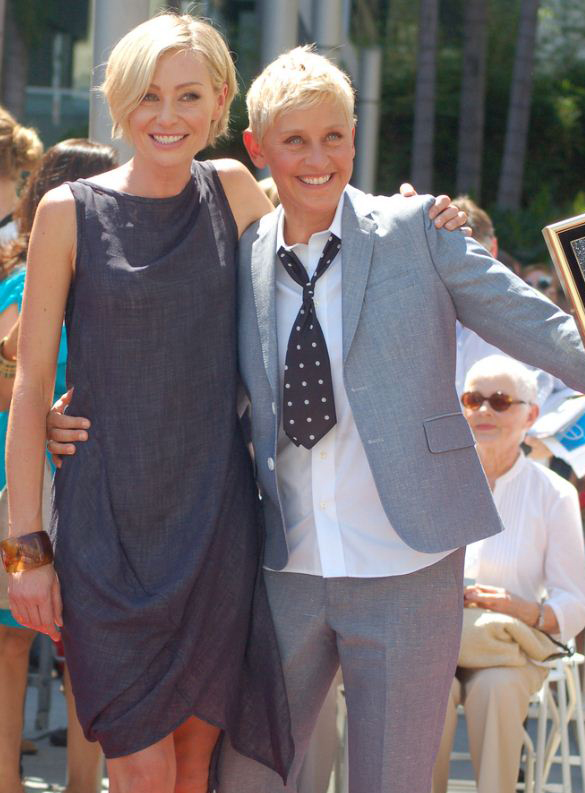
بورشيا دي روسي رفقة دي جينيريس في أيلول/سبتمبر 2012

في عام 1997 أفصحت جينيريس عن مثليتها؛ وقد أثار كشفها لميولها الجنسي اهتماما كبيرا من قبل صحافة التابلويد. خلال تصويرها لأحد الأفلام؛ كانت دي جينيريس قد توقفت مؤقتا عن التصوير بسبب شعورها بالاكتئاب عندما أفصحت عن ميولاتها.
في كتابها الحب، إلين كشفت إلين عن صدمة والدتها بعدما أعلنت هي عن مثليتها لكنها ومنذ ذلك الحين أصبحت واحدة من أقوى مؤيدي موضوع المثلية الجنسية كما أصبحت عضوا نشطا في مجمع المثليين بل باتت المتحدثة الرسمية باسم حملة ومشروع الإفصاح عن الميول المثلية.
خلال نفس العام جاءت بدأت جينيريس علاقة عاطفية مع الممثلة آن هاش واستمرت حتى آب/أغسطس 2000. من عام 2000 إلى 2004 حافظت جينيريس على علاقة وثيقة مع الممثلة والمصورة ألكسندرا هيدسون. وقد ظهر «الزوجان» على غلاف مجلة ذا أدفوكيت بعد إعلان انفصالهما لوسائل الإعلام.
منذ عام 2004 ارتبطت جينيريس بالممثلة الأسترالية-الأمريكية بورشيا دي روسي. بعد فك الحظر عن الزواج من نفس الجنس في ولاية كاليفورنيا؛ قررت جينيريس ودي روسي الزواج في أغسطس 2008 في منزلهما في بيفرلي هيلز ويعيش الثنائي حاليا هناك مع أربعة كلاب وثلاث قطط. لاحقت الثنائي بعض المشاكل القانونية بخصوص زواجهما لكن المحكمة العليا في كاليفورنيا حكمت لصالحهما في نهاية المطاف. في 6 آب/أغسطس 2010 قدمت دي روسي التماسا قانونيا من أجل تغيير اسمها إلى بورشيا لي جيمس دي جينيريس، وحصلت على الموافقة في 23 سبتمبر 2010.

## قائمة أفلامها
| العام | العنوان                  | الدور                | ملاحظات     |
| ----- | ------------------------ | -------------------- | ----------- |
| 1990  | القمر الشاق              | نفسها                | فيلم قصير   |
| 1991  | التصدعات                 | نفسها                | فيلم وثائقي |
| 1993  | كونييدس                  | مدربة                |             |
| 1994  | تريفور                   | نفسها                | فيلم قصير   |
| 1996  | السيدة الخاطئة           | مارثا ألستون         |             |
| 1998  | وداعا يا عاشق            | الرقيبة ريتا بومبانو |             |
| 1998  | الدكتور دوليتل           | أداء صوتي            |             |
| 1999  | يدتف                     | سينثيا               |             |
| 1999  | الحب فيما بعد            | جانيت هول            |             |
| 2003  | البحث عن نيمو            | أداء صوتي            |             |
| 2003  | استكشاف الشعاب المرجانية | أداء صوتي            | فيلم قصير   |
| 2003  | الشاطئ                   | نفسها                |             |
| 2005  | فيلمي القصير             | نفسها                | فيلم قصير   |
| 2015  | الوحدة                   | الراوي               | فيلم وثائقي |
| 2016  | البحث عن دوري            | أداء صوتي            |             |
| 2016  | مقابلات الحياة البحرية   | أداء صوتي            | فيلم قصير   |

## وصلات خارجية
- ألين دي جينيريس على موقع IMDb (الإنجليزية)
- ألين دي جينيريس على موقع ميتاكريتيك (الإنجليزية)
- ألين دي جينيريس على موقع الموسوعة البريطانية (الإنجليزية)
- ألين دي جينيريس على موقع روتن توميتوز (الإنجليزية)
- ألين دي جينيريس على موقع مونزينجر (الألمانية)
- ألين دي جينيريس على موقع ألو سيني (الفرنسية)
- ألين دي جينيريس على موقع ميوزك برينز (الإنجليزية)
- ألين دي جينيريس على موقع تيرنر كلاسيك موفيز (الإنجليزية)
- ألين دي جينيريس على موقع أول موفي (الإنجليزية)
- ألين دي جينيريس على موقع بوكس أوفيس موجو (الإنجليزية)